# Johannes Theobald
Johannes Theobald, född 22 februari 1987 i Stuttgart, är en tysk racerförare. Han är bror till racerföraren Julian Theobald.

## Racingkarriär
Theobald tävlade fram till och med 2002 i karting, innan han tog steget till Formula König 2003. Under sin första säsong nådde hans placeringar till en tolfte plats, innan han blev tvåa totalt med nio pallplatser 2004. Detta trots att han inte tagit en enda seger.
Under 2005 tävlade han i det tyska Formel 3-mästerskapet, Recaro Formel 3 Cup, för SMS Seyffarth Junior Team, men lyckades inte ta mer än tre poäng och en total sjuttondeplats. Han fortsatte i samma serie även 2006, men då i den mindre klassen kallad Recaro Formel 3 Trophy. Han tog tre segrar och fjorton pallplatser i Trophy-klassen och slutade totalt tvåa. I den stora klassen slutade han på trettonde plats.
Under 2007 körde Theobald bara två race i serien, som nu bytt namn till ATS Formel 3 Cup. Han körde även två race i Formula Renault 3.5 Series 2007 för EuroInternational. Han tog inga poäng i något av mästerskapen.
Efter två års uppehåll från bilsporten testade han och hans bror, Julian Theobald, FIA Formula Two Championship-bilen, Williams JPH1B F2, i samband med tävlingen på Brands Hatch 2010. Julian var den enda av dem som körde racen, då Johannes var tvungen att återvända hem till sitt universitet. 
Ungefär en och en halv månad senare gjorde han sin tävlingsdebut i FIA Formula Two Championship, på Motorsport Arena Oschersleben, och slutade under sin första tävlingshelg på en sextonde respektive trettonde plats. Han var även med på Circuit de la Comunitat Valenciana Ricardo Tormo och fick där med sig som bäst en elfteplats.
| År                                               | Klass/Mästerskap             | Team                      | Bil                                            | Totalt/poäng   | Bästa placering                |
| ------------------------------------------------ | ---------------------------- | ------------------------- | ---------------------------------------------- | -------------- | ------------------------------ |
| 2003                                             | Formula König                | ?                         | ?                                              | 12:a/118p      | ?                              |
| 2004                                             | Formula König                | Böhm Motorsport           | ?                                              | 2:a/191p       | ?                              |
| 2005                                             | Recaro Formel 3 Cup          | SMS Seyffarth Junior Team | Dallara F302 (Renault) Dallara F302 (Mercedes) | 17:e/3p        | ?                              |
| 2006                                             | Recaro Formel 3 Cup          | SMS Seyffarth Junior Team | Dallara F303 (Mercedes)                        | 13:e/11p       | ?                              |
| 2006                                             | Recaro Formel 3 Trophy       | SMS Seyffarth Junior Team | Dallara F303 (Mercedes)                        | 2:a/126p       | Tre segrar                     |
| 2007                                             | ATS Formel 3 Cup             | Josef Kaufmann Racing     | Ligier JS47 (Opel Spiess)                      | -/0p           | ?                              |
| 2007                                             | Formula Renault 3.5 Series   | EuroInternational         | Dallara FR35 (Renault)                         | -/0p           | 19:e på Estoril (Race 2)       |
| 2010                                             | FIA Formula Two Championship |                           | Williams JPH1B F2 (Audi)                       | -/0p           | 11:a på Ricardo Tormo (Race 1) |
| 2011                                             | FIA Formula Two Championship |                           | Williams JPH1B F2 (Audi)                       | säsongen pågår | säsongen pågår                 |
| Senast uppdaterad: 2011-05-07 (4989 dagar sedan) |                              |                           |                                                |                |                                |